# Połozowate
Połozowate (Colubridae) – rodzina węży z grupy Alethinophidia. Inne nazwy używane dla tej rodziny to wężowate lub węże właściwe.
Do rodziny połozowatych należy większość obecnie żyjących węży. W maju 2025 należało do niej 2156 z 4187 znanych gatunków węży, czyli około 51,5%.
Tradycyjnie wśród połozowatych wyróżnia się podrodziny:
- Boodontinae
- Calamariinae
- Colubrinae
- Ślimaczarze (Dipsadinae)
- Homalopsinae
- Zaskrońcowate (Natricinae)
- Pareatinae
- Psammophiinae
- Pseudoxenodontinae
- Pseudoxyrhophiinae
- Xenodermatinae
- Xenodontinae

Niektóre badania sugerują jednak, że połozowate obejmujące wszystkie te podrodziny byłyby rodziną parafiletyczną, gdyż należeliby do niej przodkowie zdradnicowatych i żmijowatych, zaś same rodziny Elapidae i Viperidae nie są zaliczane do Colubridae. Według tych badań niektóre podrodziny połozowatych, jak Pseudoxyrhophiinae czy Psammophiinae, są bliżej spokrewnione ze zdradnicowatymi niż z resztą połozowatych. Lawson i in. (2005) zaliczyli podrodziny Psammophiinae, Pseudoxyrhophiinae, Xenodermatinae i większość rodzajów z podrodziny Boodontinae do zdradnicowatych; wyłączyli też z Colubridae podrodziny Pareatinae i Homalopsinae, podnosząc je do rangi odrębnych rodzin. Jeszcze dalej poszli Vidal i in. (2007) ograniczając Colubridae wyłącznie do podrodzin Colubrinae, Calamariinae i nowej podrodziny Grayiinae, obejmującej rodzaj Grayia (wcześniej zaliczany do Boodontinae). Zaher i in. (2009) ograniczają Colubridae wyłącznie do dawnej podrodziny Colubrinae. Wreszcie Pyron i współpracownicy (2011) zaliczyli do Colubridae podrodziny Colubrinae, Calamariinae, Grayiinae, Natricinae, Pseudoxenodontinae, Dipsadinae (obejmującą też rodzaje przez innych autorów zaliczane do Xenodontinae) oraz wyróżnioną przez autorów nową podrodzinę Scaphiodontophiinae obejmującą rodzaj Scaphiodontophis. Podobną klasyfikację przyjęli też w późniejszej publikacji Pyron, Burbrink i Wiens (2013), z tym tylko, że zamiast Scaphiodontophiinae wyróżnili podrodzinę Sibynophiinae obejmującą rodzaje Sibynophis i Scaphiodontophis.

## Podział systematyczny
Systematyka połozowatych według Pyron et al. 2010, Pyron et al. 2013 (za reptile-database.org):
- Ahaetuliinae
- Calamariinae
- Colubrinae
- Grayiinae
- Pseudoxenodontinae
- Sibynophiinae
- Dipsadinae – ślimaczarze
- Natricinae – zaskrońcowate